# RAAF Base Richmond
RAAF Base Richmond – baza lotnicza Królewskich Australijskich Sił Powietrznych (RAAF) w Sydney, w stanie Nowa Południowa Walia, w Australii. Położona jest około 50 km na północny zachód od centrum biznesowego Sydney, wewnątrz dzielnicy City of Hawkesbury, pomiędzy przedmieściami (suburbs): Richmond oraz Windsor.

## Historia
Base Richmond jest najstarszą w Nowej Południowej Walii oraz drugą najstarszą w Australii bazą lotniczą. Za początek działalności placówki uznaje się sierpień 1916 roku, kiedy to na obszarze 270 hektarów powstała wojskowa szkoła lotnicza. W czerwcu 1925 roku na teren szkoły przeniesiono 3 Eskadrę pod dowództwem kapitana (później awansowanego na majora) Franka Lukisa, tym samym szkoła została oficjalnie przemianowana na bazę RAAF. Do 1935 roku w Richmond stacjonowały 3, 6, 9 oraz 22 Eskadra. Ponad to w bazie stacjonował 2 Skład Lotniczy w charakterze jednostki technicznej. 11 września 1939 roku w Base Richmond sformowano 8 Eskadrę a jeszcze we wrześniu kolejną, 11 Eskadrę. Podczas II wojny światowej w Base Richmond utworzono jeszcze inne jednostki m.in. 1. Skrzydło Myśliwskie czy 3. Szpital RAAF. Baza podczas wojny służyła za główny ośrodek transportu lotniczego dla całej armii australijskiej i do dziś RAAF Base Richmond pełni funkcję głównego ośrodka logistyki lotniczej w kraju. W lutym 1987 roku Richmond stało się siedzibą Air Lift Group (od 2014 roku Air Mobility Group), formacji odpowiedzialnej za m.in. transport drogą lotniczą czy operacje powietrznodesantowe w armii australijskiej.
W sierpniu 2003 roku rząd Australii zaakceptował plan rozbudowy i modernizacji bazy opiewający na sumę 35 milionów dolarów. Głównym celem rozbudowy miało być zwiększenie potencjału sił transportu lotniczego w Richmond. Plan zakładał budowę hangarów dla 33, 36 oraz 37 Eskadry, wspólną siedzibę dowództw 36 oraz 37 Eskadry, instalacje kanalizacyjne oraz elektryczne.
W październiku 2005 roku zakończono prace nad nowym budynkiem dowództw 36 oraz 37 Eskadry. Budynek został nagrodzony szeregiem nagród za wysokie standardy ekologiczne.

## Jednostki stacjonujące w bazie
- 453 Eskadra Lotów ,,Richmond" - obsługa lotów
- 37 Eskadra - transport lotniczy o średnim tonażu z użyciem samolotów Hercules
- 22 Eskadra - operacje na lotnisku
- 87 Eskadra Taktycznego Wywiadu Lotów Transportowych
- 285 Eskadra - odpowiedzialna za trening techniczny oraz trening na symulatorze jednostek transportu lotniczego
- 3 Eskadra Ewakuacji Areomedycznej
- 1 Oddział Eskadry Sił Ochrony ,,Richmond"
- Jednostka Szkolenia i Rozwoju Manewrów Powietrznych - ma za zadanie rozwijać koncepcje transportu lotniczego, prowadzi trening oraz certyfikację w tym zakresie
- Biuro Programu Systemów Transportu Lotniczego - odpowiedzialne za realizację programu zamówień sprzętu wojskowego w kontekście potrzeb transportu lotniczego
- 176 Lotnicza Eskadra Wysyłkowa - zajmuje się obsługą ładunków w powietrzu[3]